# Mulino di Valle Benedetta
De Mulino di Valle Benedetta is het restant van de romp van een ronde natuurstenen korenmolen die zich bevindt in de plaats Valle Benedetta die behoort tot de gemeente Livorno.
In 1742 liet Filippo Tidi, die reeds een aantal watermolens op de Ardenza bezat, zes windmolens bouwen gedurende een periode van tien jaar. Er bleken waarschijnlijk in deze tijd slechts vier windmolens gebouwd te zijn, volgens zeekaarten waarop de molens als baken waren aangegeven. Op een kaart van 1769 waren nog maar drie molens te zien, maar in 1795 zouden het er weer vier zijn. Tegenwoordig is er nog één vervallen romp overgebleven.